# Jeff Rodyns
Jeff Rodyns (Boechout, 7 juli 1916 – Halle (Vlaams-Brabant), 27 juli 1997) was een Belgisch violist en dirigent.
Hij kreeg zijn opleiding aan het conservatorium in Antwerpen.  Hij nam plaats in het orkest van Ambrose. In 1939 nam hij plaats in het "Werk van Koningin Elisabeth". Tijdens de bezetting maakt hij onderdeel uit van de "Hot Club" van Django Reinhardt. Na de Tweede Wereldoorlog kreeg hij werk bij de (American) Special Services als ook American Broadcasting Corporation. Hij leidde diverse ensembles zoals het "Tzigania Orkest" in het Casino Knokke te Knokke (vanaf 1948), in 1956 overgegaan in Ensemble "Jeff Rodyns". Na die naamwisseling is niets meer bekend (Robijns/Zijlstra uit 1983 meldt dit als laatste gegeven).
Hij ligt/lag begraven te Oudenaken, samen met zijn echtgenote I.Goos.